# 社会自由党 (土耳其)
社会自由党（土耳其語：Toplumsal Özgürlük Partisi，缩写为TÖP）是土耳其的一个政党。该党成立于2020年3月9日。该党的政治立场是左翼至极左翼。该党的意识形态是共产主义、马克思列宁主义。该党的主席是Şilan Sürmeli，发言人是Perihan Koca、Pelin Kahiloğulları和Juliana Gözen。该党是人民民主大会和劳动和自由联盟的成员。2024年，该党有427名党员。